# Andrejs Afanasjevs
Andrejs Afanasjevs (ur. 29 lipca 1984) – łotewski zapaśnik walczący w stylu klasycznym. Zajął trzynaste miejsce na mistrzostwach świata w 2006. Piąty na mistrzostwach Europy w 2006. Wicemistrz nordycki w 2007 roku.